# Lophobius franciscae
Lophobius franciscae är en mångfotingart som beskrevs av Chamberlin 1925. Lophobius franciscae ingår i släktet Lophobius och familjen stenkrypare. Inga underarter finns listade i Catalogue of Life.